# Champion of the World
Champion of the World is een nummer van de Britse alternatieve rockband Coldplay uit 2020. Het is de vierde single van hun achtste studioalbum Everyday Life.
Jonny Buckland, gitarist van Coldplay, zei over het nummer: "Champion of the World gaat over onszelf als kinderen van een jaar of dertien oud. We krijgen door dat de wereld groter is dan we denken en hebben wat moeite met het vinden van onze plek binnen dat grote systeem". Zanger Chris Martin voegt daar nog aan toe: "Het begint met een dertienjarige die zich niet goed voelt, maar aan het eind komt de rest van de band erbij en is alles eigenlijk wel weer prima."
In de bijbehorende videoclip zien we hoe Chris Martin als een soort gekrompen volwassen-man-kind wordt gepest op het schoolplein en het thuis ook zwaar heeft. Hij vindt hoop in zijn eigen verbeelding, waarin hij uiteindelijk via een raket in het heelal belandt, waar de overige bandleden hem staan op te wachten.